# Пензулаев, Алибек
Алибек Пензулаев (20 февраля 1823 года — не ранее 1910 года, Аксай). Из кумыкских узденей. Активный участник Кавказской войны (1843—1861), генерал-майор (1883). Видный общественный деятель конца XIX века.

## Биография
Окончил 1-й кадетский корпус в Санкт-Петербурге, службу начал в Гребенском казачьем полку. В 1839 году состоял при войсках Кавказской армии, был произведен в корнеты в 1841 году. С 1843 года участвовал в военных действиях, после ранения в 1844 году попал в плен (17 июня—19 августа), бежал. В 1845 году снова в строю, как характеризовали его в секретных сведениях по армии о местных офицерах, наряду с другими военнослужащими Кумыкского округа, Абу-Муслимом Каплановым, Иналом Гебековым, Давлет-Мирзой Шейхалиевым, Алисултаном Казаналиповым, Алибек Пензулаев был «живой», «очень сознательный», по военным достоинствам «храбрый». Во всех военных операциях против немирных горцев он проявлял мужество и героизм, его смело можно причислять в списки по-настоящему боевых офицеров. В 1859 году, после пленения Шамиля, на переговорах князя Барятинского с имамом подполковник Алибек Пензулаев, был его личным переводчиком; .."27-го августа Шамиль и семейство его отправлены из лагеря. Под конвоем одного батальона пехоты и дивизиона драгун, в сопровождении полковника Тромповского и переводчика Алибека Пензулаева, чрез Ходжал-махи, Кутиши, Дженгутай в Темир-Хан-Шуру, откуда он должен был ехать далее в карете, со старшим сыном Казы-Магома".
Проживал в родном селении Аксай. Царская администрация наградила его 550-ю десятинами казённой земли. Указом Правительствующего сената от 28 декабря 1862 года за № 240 А. Алибек Пензулаев был утверждён в потомственном дворянском достоинстве.
Умер и был похоронен в родовом селении.

## Семья
- Жена — Анай (Хадижат) Османова, дочь аксайского узденя Умара Османова, служившего в Царском конвое императора Николая I  и впоследствии старшины селения Аксай Кумыкского (Хасавюртовского) округа Терской области, сестра Магомеда-Эфенди Османов (1840-1904), известного востоковеда, кумыкского поэта и просветитель, преподавателя татарского языка (и его кумыкского наречия) и мусульманского законоведения на восточном факультете Санкт-Петербургского университета в 1866-1875 годах[8].

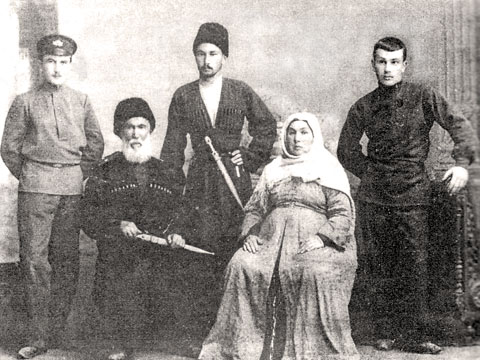
Пензулаев Алибек с семьёй

- - Сын — Махмуд[8], отец Таджуддина Пензулаева и Мухидина Пензулаева
  - Сын — Тажудин[8][a]
  - Сын — Муритдин, его внук Махмуд,  инженер, впоследствии жил и работал в Алма-Ате[11].
  - Дочь — Турсун (Туршунай)[8]

## Военные чины
- Корнет (1.12.1841)
- Поручик (17.06.1844)
- Штабс-капитан (21.08.1845)
- Капитан (27.08.1849)
- Майор (29.12.1851)
- Подполковник (22.01.1857)
- Полковник (8.09.1859)
- Генерал-майор (15.05.1883)

## Награды
- Орден Святого Станислава 3-й ст. (1845)
- Орден Святой Анны 3-й ст. с мечами и бантом (1847)
- Орден Святого Станислава 2-й ст. с мечами (1852)
- Орден Святой Анны 2-й ст. (1852)
- Золотая шашка с надписью «За храбрость»[12] (1859)
- Орден Владимира 4-й ст. с мечами и бантом (1860)
- Императорская корона и мечи к ордену Святой Анны 2-й ст. (1862)
- Орден Владимира 3-й ст. (1888)
- Орден Святого Станислава 1-й ст.[13] (1901)

## Комментарии
1. ↑  Распространенная версия о том, что Тажутдин сын Алибека Пензулаева — это владикавказский помощник присяжного поверенного, соавтор Булгакова Таджуддин Пензулаев[9] не подтверждается источниками[10] и многочисленными упоминаниями отчества этой исторической личности. Возможно, эта ошибка связана с повторением имён в двух поколениях семьи Пензулаевых.